# Geraldine McEwan
Geraldine McEwan (Old Windsor, Berkshire, 1932. május 9. – London, 2015. január 30.) brit színésznő.

## Élete és pályafutása
Az 1950-es években McEwan játszott a Stratford-upon-Avon-i Shakespeare Memorial Theatre-ben. 1961-ben a Royal Shakespeare Company tagja lett. Filmes és televíziós karrierje 1953-ban kezdődött.
1953-tól 2002 augusztusában bekövetkezett haláláig Hugh Cruttwell filmproducer házastársa volt, aki 1965 és 1984 között a Royal Academy of Dramatic Art igazgatói pozícióját töltötte be.

## Filmográfia

### Film
| Év   | Magyar cím                                      | Eredeti cím                                    | Szerep                     | Magyar hang     |
| ---- | ----------------------------------------------- | ---------------------------------------------- | -------------------------- | --------------- |
| 1953 |                                                 | There Was a Young Lady                         | Irene                      |                 |
| 1960 |                                                 | No Kidding                                     | Catherine Robinson         |                 |
| 1969 | Haláltánc                                       | Dance of Death                                 | Alice                      | Bánsági Ildikó  |
| 1976 |                                                 | The Bawdy Adventures of Tom Jones              | Lady Bellaston             |                 |
| 1976 | A legkisebb lókötők                             | The Littlest Horse Thieves                     | Miss Coutt                 |                 |
| 1986 | A csodadoktor                                   | Foreign Body                                   | Lady Ammanford             |                 |
| 1989 | V. Henrik                                       | Henry V                                        | Alice                      | Várnagy Kati    |
| 1989 | V. Henrik                                       | Henry V                                        | Alice                      | Győry Franciska |
| 1989 | V. Henrik                                       | Henry V                                        | Alice                      | Gyimesi Pálma   |
| 1990 | A narancs nem az egyetlen gyümölcs              | Oranges Are Not the Only Fruit                 | Az anya                    |                 |
| 1991 | Robin Hood, a tolvajok fejedelme                | Robin Hood: Prince of Thieves                  | Mortianna                  | Bánky Zsuzsa    |
| 1991 | Robin Hood, a tolvajok fejedelme                | Robin Hood: Prince of Thieves                  | Mortianna                  | Halász Aranka   |
| 1991 | Robin Hood, a tolvajok fejedelme                | Robin Hood: Prince of Thieves                  | Mortianna                  | ?               |
| 1999 | A szerelmes levél                               | The Love Letter                                | Constance Scattergoods     | Tímár Éva       |
| 1999 | Titusz                                          | Titus                                          | nővér                      | Szabó Éva       |
| 2000 | Lóvátett lovagok                                | Love's Labour's Lost                           | Holofernia                 | Gyimesi Pálma   |
| 2000 | Vírusbosszú                                     | Contaminated Man                               | Lilian Rodgers             | Koffler Gizella |
| 2002 |                                                 | Food of Love                                   | Novotna                    |                 |
| 2002 | A Magdolna nővérek                              | The Magdalene Sisters                          | Bridget nővér              | Szabó Éva       |
| 2002 | Tiszta lappal                                   | Pure                                           | Nanna                      |                 |
| 2004 | Hiúság vására                                   | Vanity Fair                                    | Lady Southdown             | Várnagy Kati    |
| 2004 |                                                 | The Lazarus Child                              | Janet                      |                 |
| 2005 | Wallace és Gromit és az elvetemült veteménylény | Wallace & Gromit: The Curse of the Were-Rabbit | Thripp kisasszony (hangja) |                 |
| 2008 |                                                 | A Matter of Loaf and Death                     | Thripp kisasszony (hangja) |                 |
| 2010 | Arrietty – Elvitte a manó                       | Arrietty                                       | Haru (brit hangja)         |                 |

### Televízió
| Év        | Magyar cím   | Eredeti cím                   | Szerep                             | Megjegyzések                                               |
| --------- | ------------ | ----------------------------- | ---------------------------------- | ---------------------------------------------------------- |
| 1956–1960 |              | ITV Play of the Week          | több szerep                        | 5 epizód                                                   |
| 1970–1972 |              | BBC Play of the Month         | több szerep                        | 3 epizód                                                   |
| 1971–1973 |              | ITV Saturday Night Theatre    | Pandora Foss / Madeleine Desmarest | 3 epizód                                                   |
| 1973–1974 |              | Late Night Theatre            | Annie / Elizabeth Barrett          | 2 epizód                                                   |
| 1978      |              | The Prime of Miss Jean Brodie | Jean Brodie                        | 7 epizód                                                   |
| 1982      |              | The Barchester Chronicles     | Mrs. Proudie                       | minisorozat (5 epizód)                                     |
| 1985–1986 |              | Mapp and Lucia                | Emmeline 'Lucia' Lucas             | 10 epizód                                                  |
| 1992–1993 |              | Mulberry                      | Miss Farnaby                       | 13 epizód                                                  |
| 1995      | Mózes        | Moses                         | Miriam                             | - minisorozat (2 epizód) - magyar hangja: - Szalay Kriszta |
| 1999      | Vörös törpe  | Red Dwarf                     | Cassandra                          | 1 epizód                                                   |
| 2004      | Carrie titka | Carrie's War                  | Mrs. Dilys Gotobed                 | tévéfilm                                                   |

#### Miss Marple-filmsorozat
| Év   | Magyar cím                  | Eredeti cím                  | Magyar hang     |
| ---- | --------------------------- | ---------------------------- | --------------- |
| 2004 | Holttest a könyvtárszobában | The Body in the Library      | Mednyánszky Ági |
| 2004 | Gyilkosság a paplakban      | The Murder at the Vicarage   | Mednyánszky Ági |
| 2004 | Paddington 16.50            | 4:50 from Paddington         | Mednyánszky Ági |
| 2005 | Gyilkosság meghirdetve      | A Murder Is Announced        | Mednyánszky Ági |
| 2006 | Szunnyadó gyilkosság        | Sleeping Murder              | Mednyánszky Ági |
| 2006 | Szunnyadó gyilkosság        | Sleeping Murder              | Kassai Ilona    |
| 2006 | A láthatatlan kéz           | The Moving Finger            | Mednyánszky Ági |
| 2006 | Nem zörög a haraszt         | The Moving Finger            | Mednyánszky Ági |
| 2006 | Balhüvelykem bizsereg       | By the Pricking of My Thumbs | Mednyánszky Ági |
| 2006 | A Sittaford-rejtély         | The Sittaford Mystery        | Mednyánszky Ági |
| 2007 | Éjféltájt                   | Towards Zero                 | Mednyánszky Ági |
| 2007 | Nemezis                     | Nemesis                      | Mednyánszky Ági |
| 2007 | A Bertram Szálló            | At Bertram's Hotel           | Mednyánszky Ági |
| 2007 | Az alibi                    | Ordeal by Innocence          | Mednyánszky Ági |

## Fordítás
- Ez a szócikk részben vagy egészben a Geraldine McEwan című angol Wikipédia-szócikk ezen változatának fordításán alapul.  Az eredeti cikk szerkesztőit annak laptörténete sorolja fel. Ez a jelzés csupán a megfogalmazás eredetét és a szerzői jogokat jelzi, nem szolgál a cikkben szereplő információk forrásmegjelöléseként.